# Vila Cova à Coelheira (Vila Nova de Paiva)
Vila Cova à Coelheira ist eine Ortschaft und Gemeinde im Norden Portugals.

## Geschichte
Der heutige Ort entstand vermutlich mit den Wiederansiedlungen im Verlauf der Reconquista. 1258 kam die Gemeinde zum Hospitaliterorden.
König D.Manuel I. gab dem Ort 1514 Stadtrechte und machte ihn zum Sitz eines eigenen Kreises. Im Zuge der Verwaltungsreformen nach der Liberalen Revolution 1822 wurde der eigenständige Kreis Vila Cova à Coelheira 1836 aufgelöst und ist seither eine Gemeinde des Kreises Vila Nova de Paiva.

## Verwaltung
Vila Cova à Coelheira ist Sitz einer gleichnamigen Gemeinde (Freguesia) im Kreis (Concelho) von Vila Nova de Paiva, im Distrikt Viseu. In ihr leben 940 Einwohner auf einer Fläche von 32 km² (Stand 19. April 2021).
Folgende Ortschaften bilden die Gemeinde Vila Cova à Coelheira:
- Borralhais
- Carvalha
- Cascano
- Malhada
- Meieiras
- Teixelo
- Vila Cova à Coelheira